# Борлов Павло Філатович
Павло Філатович Борлов (нар. 1913 — 1994) — радянський партійний та господарський діяч, Герой Соціалістичної Праці (1966), голова колгоспу імені Кірова Старобешівського району Донецької області, Української РСР.

## Життєпис
Народився 2 лютого 1913 року в селі Старобешеве Маріупольського повіту Катеринославської губернії, нині – Старобешівського району Донецької області України, в сім'ї грецького селянина.
1924 року закінчив Старобешівську середню школу.
У 1944 очолив райземвідділ Старобешівського району Сталінської області. У 1954-55 р.р. працював заступником голови виконкому райради. З 1954 по 1975 р.р. Борлов П. Ф. постійно обирався депутатом Старобешівського райради. З червня 1955 до 1978 — голова колгоспу імені Кірова Старобешівського району.
10 червня 1955 року серед «тридцятитисячників» П.Ф. Борлов очолив один із найбільш відстаючих колгоспів району – імені Кірова.
За роки головування Павла Філатовича колгосп став одним із передових господарств області, шість разів брав участь у роботі Виставки досягнень народного господарства (ВДНГ) СРСР. За самовіддану працю в період з 6-ї по 9-у п'ятирічку (1956-1975) 50 трудівників цього колгоспу були нагороджені орденами та медалями СРСР. З 1962 року старобешівський колгосп імені Кірова був школою з підготовки кадрів для Донецької області.
Указом Президії Верховної Ради СРСР від 23 червня 1966 року за успіхи у збільшенні виробництва та заготівель пшениці, жита, гречки, рису, інших зернових та кормових культур та високопродуктивному використанні техніки Борлов Павло Філатович удостоєний звання Героя Соціалістичної Праці з врученням ордена "Серп і молот".
Помер у 1994 році.

## Нагороди
- Герой Соціалістичної Праці (1966)
- орден Леніна (1958, 1966)[1]
- орден Трудового Червоного Прапора
- орден Жовтневої революції
- медаль «За доблесну працю у Великій Вітчизняній війні 1941—1945 рр.»
- медаль «Ветеран праці».

- звання «Відмінник-кукурудзівник України» (1965)
- «Відмінник-садовіноградар» (1973).
- У період з 1958 по 1974 рр. Борлов П. Ф. за високі трудові досягнення був нагороджений п'ятьма бронзовими медалями ВДНГ СРСР.